# Pont de l'Europe din Huy
Pont de l'Europe (în română Podul Europei) este un pod rutier pe arce în orașul valon Huy din Belgia. Podul traversează fluviul Meuse la km 77+850 și conectează Bulevardul Godin-Parnajon de pe malul drept cu Chaussée de Liège de pe malul stâng.

## Istoric
Lucrările de construcție a podului au început pe 2 noiembrie 1976, după un proiect al biroului de arhitectură Delvaux et Bonhomme, și au fost finalizate în 1980.  Podul a fost inaugurat pe 24 aprilie 1980 (după alte surse, 30 aprilie), în prezența ministrului Lucrărilor Publice de la acea vreme, Guy Mathot.
Pe 9 iulie 2020, la inițiativa ministrului Climatului, Energiei și Mobilității, Philippe Henry, guvernul valon a aprobat Planul pentru Infrastructură 2020-2026, în cadrul căruia a fost prevăzută suma de 180.000 € pentru realizarea de piste de biciclete pe Pont de l'Europe.
Podul a fost vandalizat cu graffiti în noaptea de 7-8 octombrie 2020, fapt ce a atras criticile primarului Eric Dosogne.

## Descriere
Pont de l'Europe este un pod pe arce cu trei deschideri peste fluviul Meuse: 33,60 m + 57,00 m + 33.60 m. Suplimentar, podul mai are două deschideri pe malul stâng, peste strada Quai de Compiègne ( N617 ), și o deschidere pe malul drept, peste Quai d'Arona ( N90 ). Cele două căi de circulație sunt conectate și ele la pod prin intermediul unor rampe pe arce și bolți având un aspect constructiv similar celui ai podului propriu-zis.
Lungimea totală a Pont de l'Europe este de 177 m, iar lățimea tablierului de 22,80 m. Podul este traversat de o șosea scurtă, care poartă indicativul N617e și are 4 benzi de circulație, fiecare cu lățimea de 3,50m.
Pont de l'Europe este întreținut în comun de SPW Direction générale opérationnelle de la Mobilité et des Voies hydrauliques și de SPW Mobilité et Infrastructures, diviziile pentru căi navigabile, respectiv mobilitate și infrastructură ale Service Public de Wallonie, administrația Regiunii Valone.